# Erwin und Elmire (André)
Erwin und Elmire (título original en alemán; en español, Erwin y Elmira) es un singspiel, descrita como un Schauspiel mit Gesang, en dos actos con música de Johann André y libreto en alemán de Johann Wolfgang von Goethe, basado en The Hermit, la balada de Angélica y Edwin de Oliver Goldsmith, en el capítulo 8 de su novela sentimental El vicario de Wakefield. Se estrenó en Fráncfort en mayo de 1775 de manera privada.

## Historia
André fue el primero que musicó el texto de Goethe en 1775, pero fue seguido poco después por Ana Amalia de Brunswick-Wolfenbüttel cuya propia Erwin und Elmire fue interpretada en 1776. Le siguieron versiones de Carl David Stegmann (Hamburgo, 1776), Ernst Wilhelm Wolf (Weimar, 1785) y Karl Christian Agthe (Ballenstedt, 1785), también Johann Friedrich Reichardt (Berlín, 1793) que basó su obra en un texto posterior revisado por Goethe. Las canciones de Othmar Schoeck y música incidental a la obra se estrenó en 1915. 
La ópera fue estrenada privadamente en Fráncfort en mayo de 1775. Una producción pública por la Compañía Döbbelin apareció en Berlín en el Theater in der Behrenstrasse el 17 de julio de 1775.
Es una ópera poco representada en la actualidad. En las estadísticas de Operabase aparece con sólo 1 representación en el período 2005-2010, siendo la primera y única representada de Johann André.

## Argumento
Elmire está preocupada porque ella cree que su frío comportamiento hacia Erwin le había hecho huir. Bernardo, el tutor de Elmire, la convence para que se encuentre con un viejo ermitaño en un valle remoto. El ermitaño es al final Erwin disfrazado.